# Epidendrum ciliare
Epidendrum ciliare là một loài thực vật có hoa trong họ Lan. Loài này được L. mô tả khoa học đầu tiên năm 1759. Loài này phân bố rộng rãi từ Mexico qua Trung Mỹ và vùng Caribbe đến Bắc và Tây Nam Mỹ.
E. ciliare ban đầu được Carl Linnaeus mô tả lần đầu tiên vào năm 1759. Chúng được chuyển về chi Coilostylis bởi Withner và Harding vào năm 2004, tuy nhiên đã không được Plants of the World Online chấp nhận.

## Hình ảnh

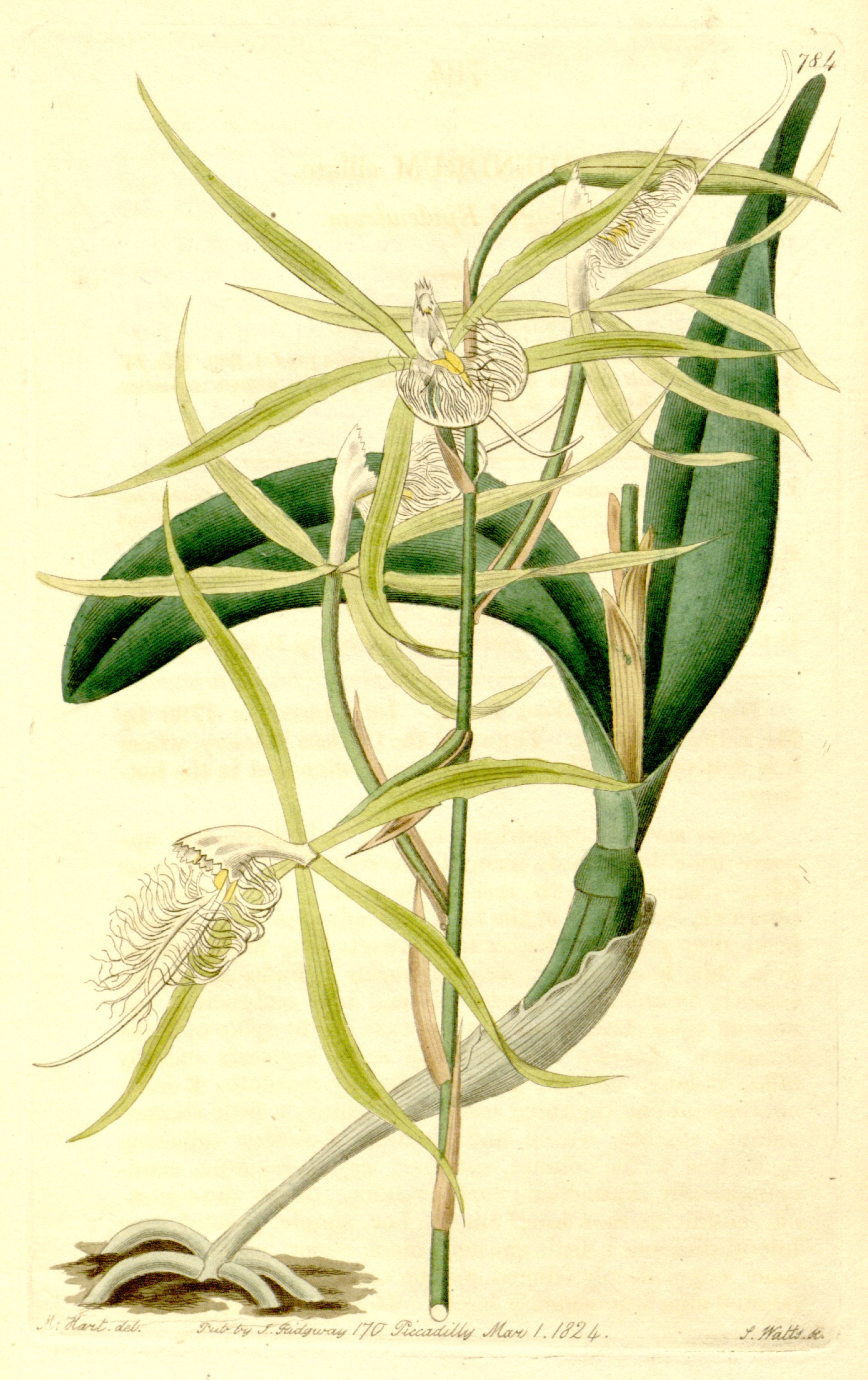
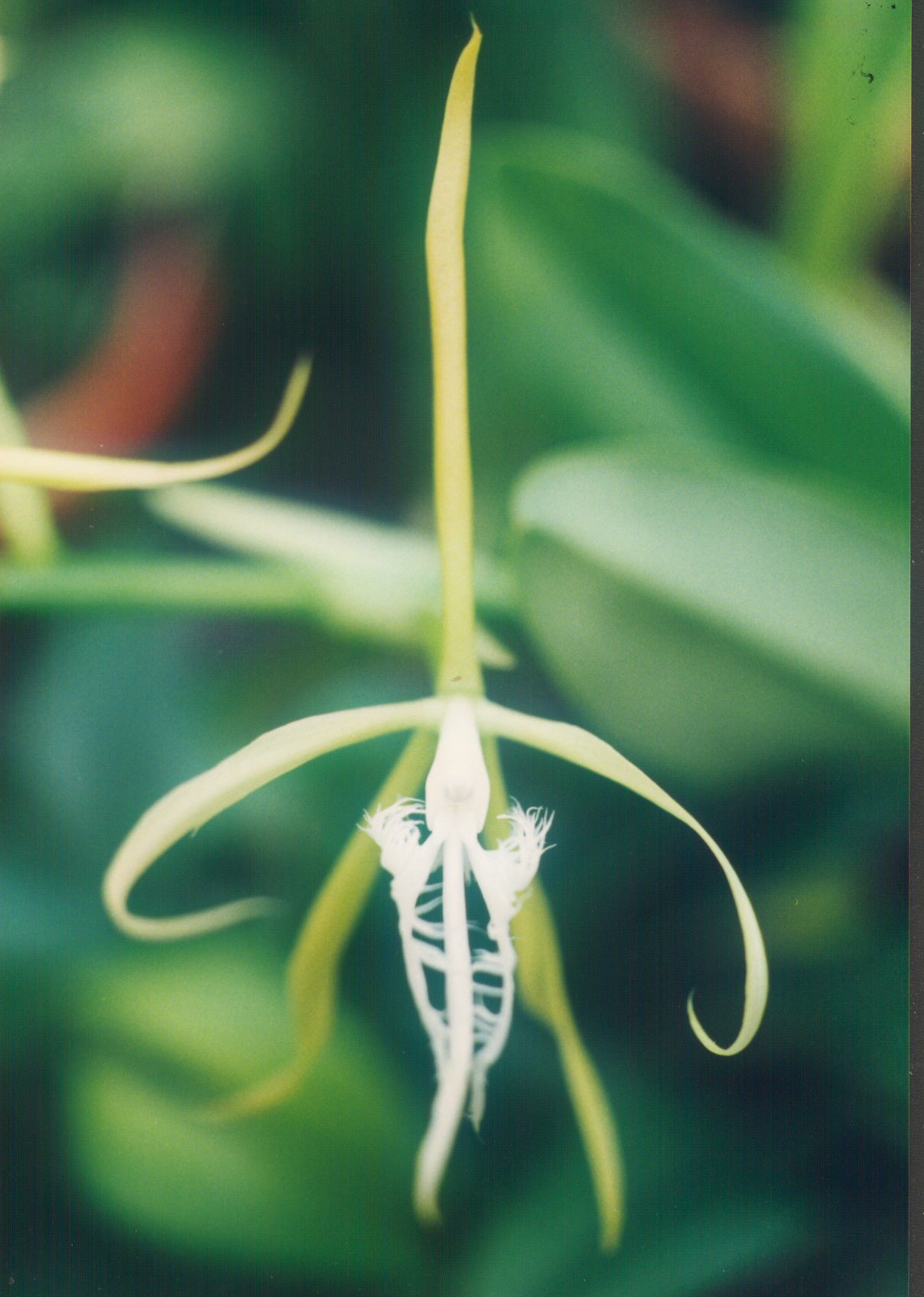
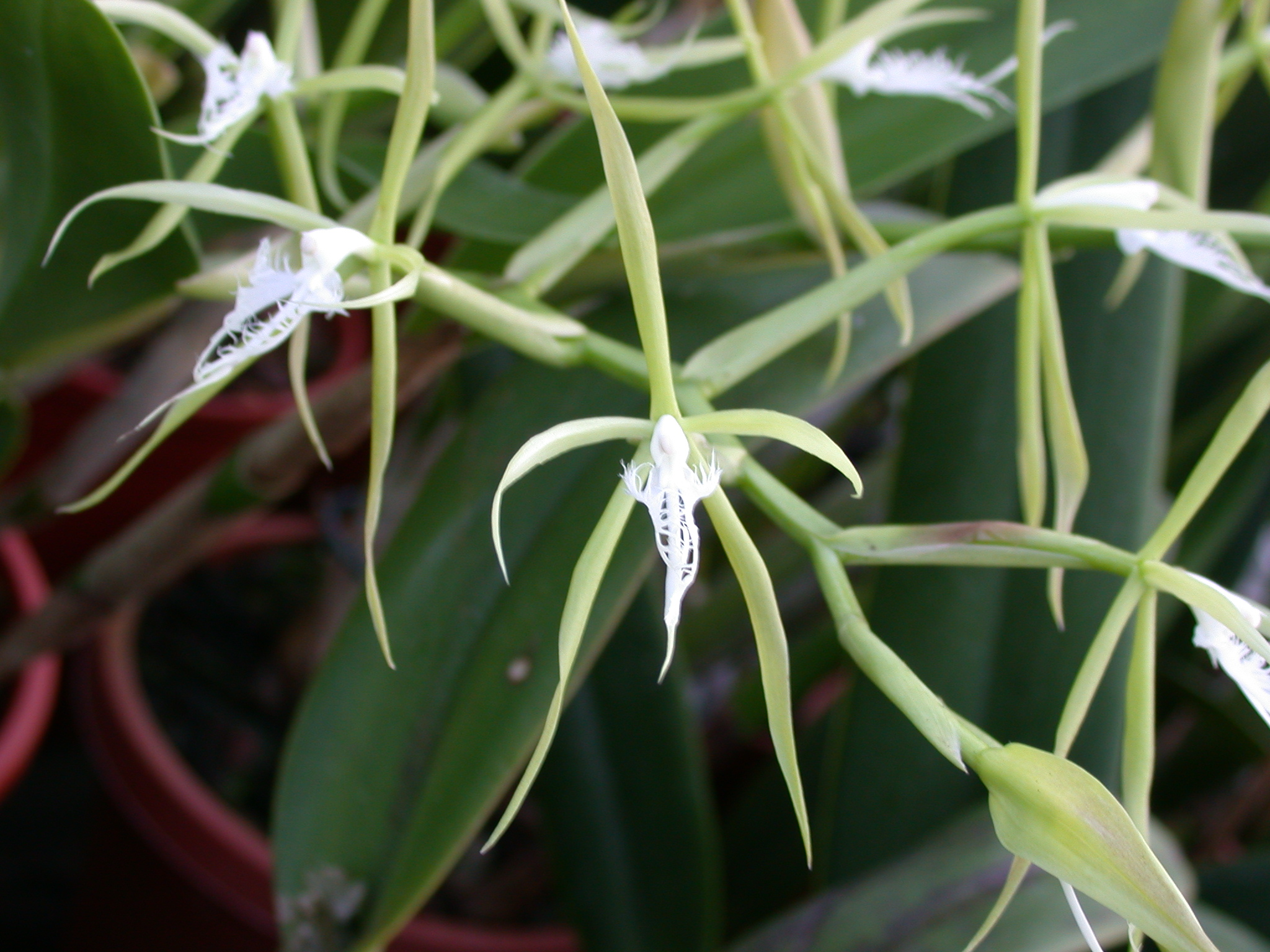
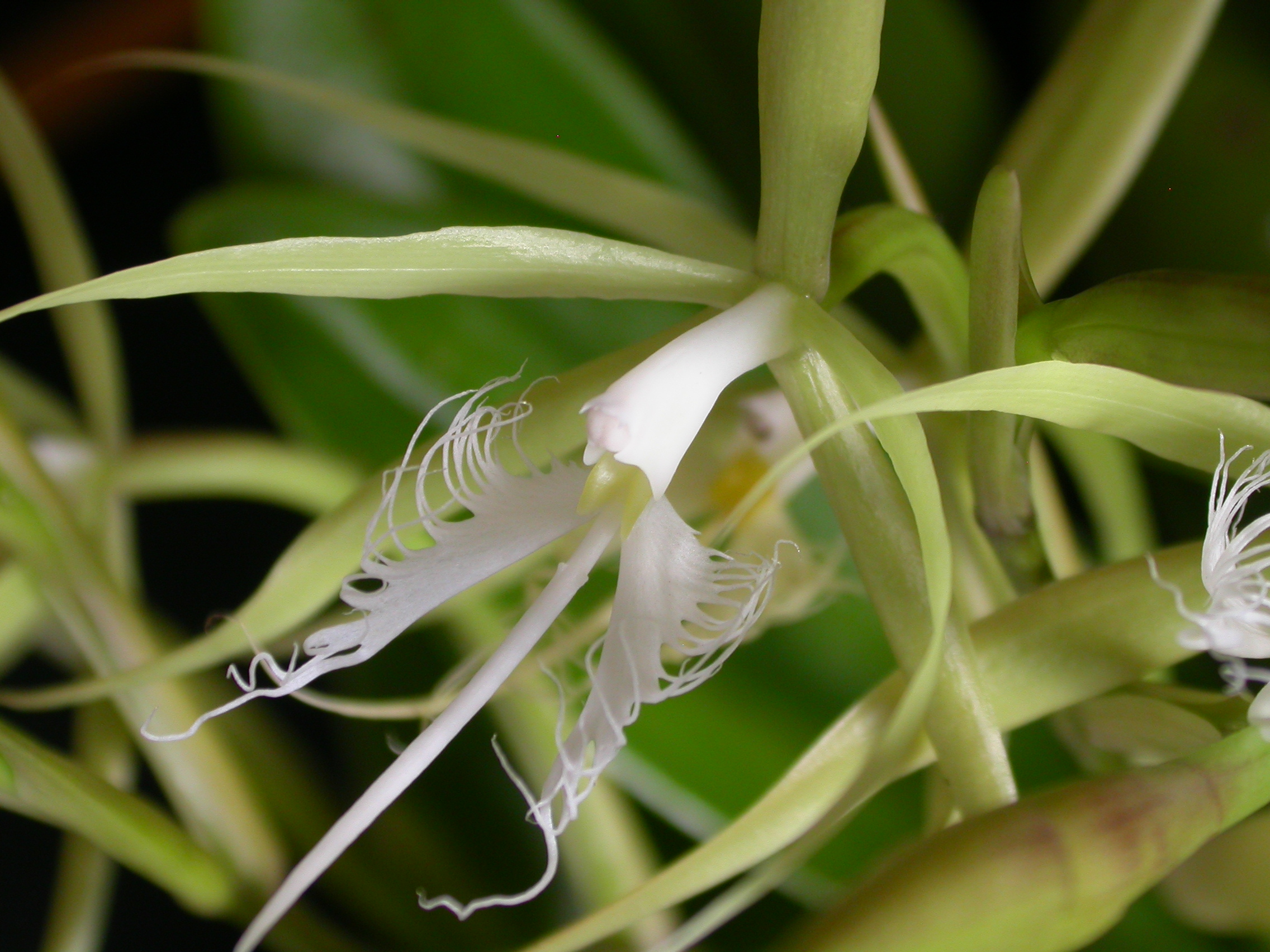
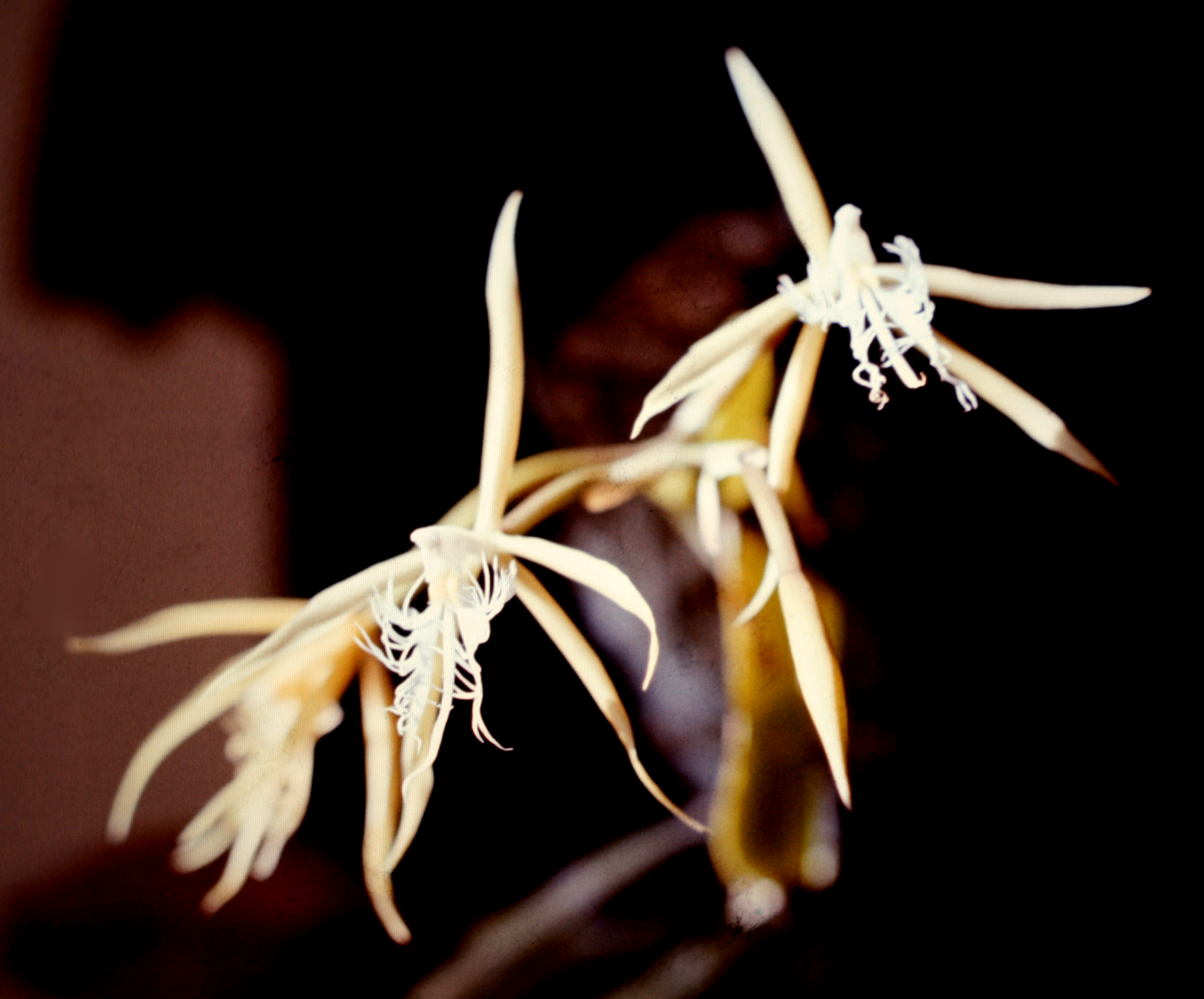

## Mô tả
Số nhiễm sắc thể lưỡng bội của E. ciliare là 2n = 40, 80 và 160, nhiễm sắc thể đơn bội n = 20.